# Aravis
Der Aravis ist ein minengeschütztes, allradgetriebenes Transportfahrzeug aus französischer Produktion. Hersteller ist Nexter Systems. Seine Bezeichnung in der französischen Armee lautet „VBHP – Véhicule blindé hautement protégé“ (hochgeschütztes, gepanzertes Fahrzeug). Unverkennbar ist die Ähnlichkeit dem ATF Dingo.

## Geschichte
Das Fahrzeug wurde von der Firma Nexter auf eigene Kosten und ohne staatlichen Auftrag entwickelt und am 16. Juni 2008 bei der Eurosatory erstmals vorgestellt. Am 16. April 2009 wurden mit dem „Plan zum Aufschwung der französischen Wirtschaft“ (Plan de relance économique de la France de 2008-2009) vom Verteidigungsministerium 15 Fahrzeuge bestellt. Sie sollten bei den Pionieren in Afghanistan eingesetzt werden und den dort verwendeten Buffalo und das Minensuch- und Sprengfallenspürgerät Souvim ergänzen. Der Vertrag belief sich auf eine Kaufsumme von 20 Millionen Euro.
Serienmäßig ist das Fahrzeug mit einer speziellen Lafette mit Zielfernrohr und einem Maschinengewehr 12,7 mm ausgestattet wie sie auch auf dem VAB Verwendung findet. Die Auslieferung fand Ende 2009 statt.
Ausgestattet wurde das „13e régiment du genie“ in Valdahon.
Elf Fahrzeuge wurden Ende September 2010 an die Pioniere in Afghanistan überstellt. Am 11. November 2010 stürzte ein Fahrzeug einen Abhang hinunter und wurde irreparabel beschädigt. Die Besatzung kam mit leichteren Verletzungen davon.
Die operationellen Unterhaltungskosten beliefen sich 2013 auf 125.000 Euro pro Fahrzeug.

## Charakteristiken

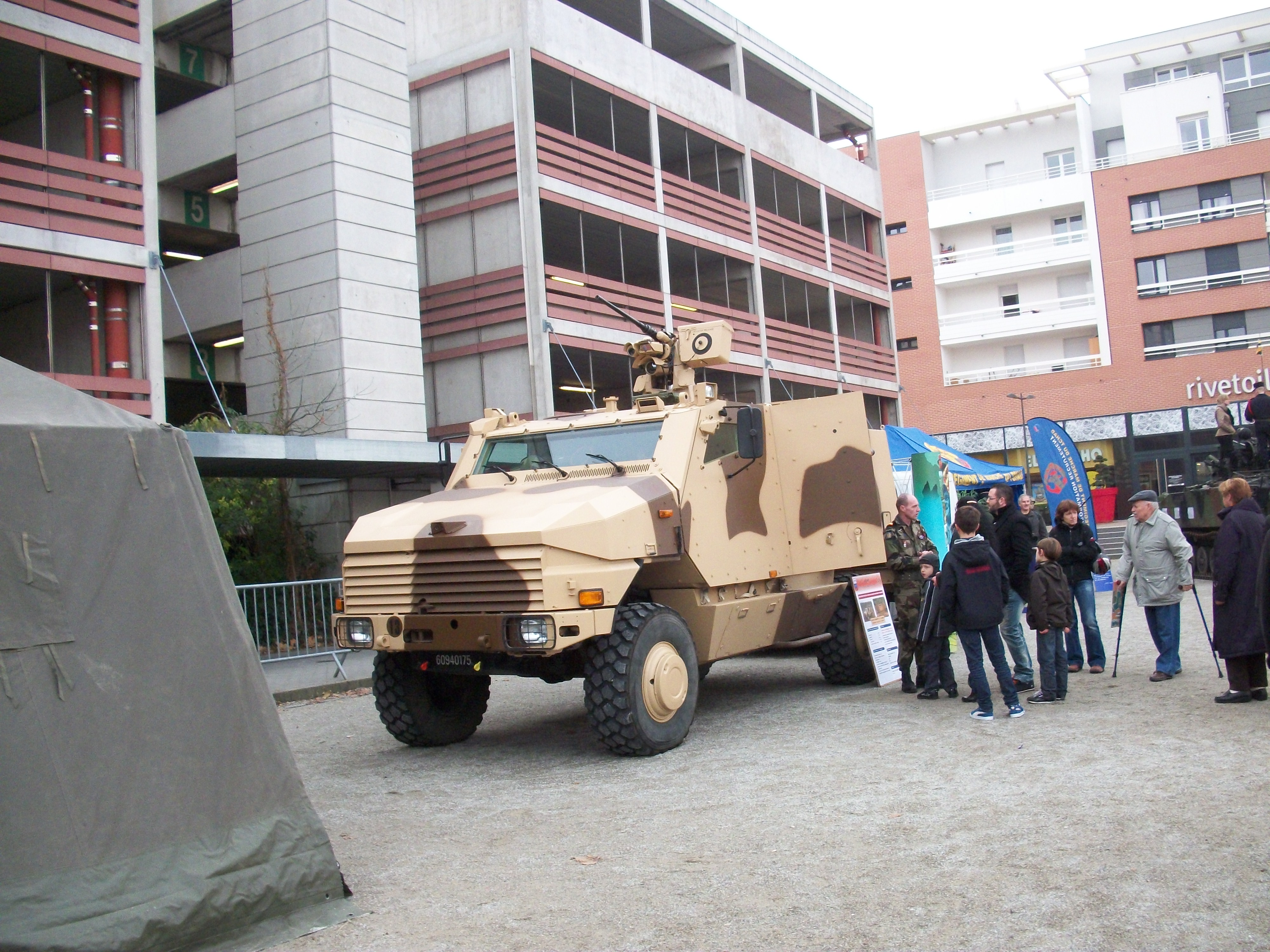
Fahrzeug des 13^{e} régiment du génie 2010 auf dem Place Jeanne Helbling, Strasbourg

Das Fahrzeug in der 12-Tonnen-Klasse wurde bestellt, um bis zu sieben Mann inklusive ihrer Ausrüstung zu transportieren. Dazu kommt noch ein Fahrer, ein zusätzlicher Kommandant ist nicht vorgesehen.
Es besteht Luftverlastbarkeit in der C-130, dem A400M und der Globemaster C-17.
Die Panzerung entspricht dem Standard STANAG 4569 Niveau 4, widerstandsfähig gegen  panzerbrechende Munition bis 14,5 × 114 mm, Landminen bis zu 10 kg Ladung und gegen Granatsplitter vom Kaliber 155 mm ab einer Entfernung von 30 m. (Bei der Simulation einer 50 kg Sprengfalle in 5 m Entfernung konnten befriedigende Ergebnisse erzielt werden.).
Das Fahrgestell stammt vom Unimog-U-5000, das mit einem Motor Mercedes-Benz OM 924 LA und einem Automatikgetriebe bestückt ist.
Da außer durch die Windschutzscheibe kaum Sicht nach außen möglich ist, wurde der Aravis mit sieben Kameras ausgestattet, die der Besatzung eine vollständige Rundumsicht ermöglichen.
Eine zentrale Reifendruckregelanlage gehört zur Ausstattung.

## Ausführungen
Der Aravis kann mit verschiedenen Bewaffnungen bestückt werden:
- Geschützturm mit 20 mm Maschinenkanone Nexter ARX20 M621 und Zielfernrohr,
- Panhard WASP Maschinengewehr FN MAG 7.62 mm und WASP Milan-ER,
- Kongsberg Lafette M151 mit Maschinengewehr M2 Browning 12.7 mm oder 40-mm-Maschinengranatwerfer Mk 19.

Die Innenausstattung erlaubt verschiedene Einsatzmöglichkeiten:
- Transport von Pioniergerät
- als Kommandofahrzeug
- als Sanitätsfahrzeug
- als Artilleriebeobachtungsfahrzeug
- als Mannschaftstransporter

## Nutzerstaaten
- Frankreich: 15 Fahrzeuge am 16. April 2009 bestellt[6]
- Saudi-Arabien: 100 bis 200 Fahrzeuge; ein erster Vertrag von 2011 lief über 73 Exemplare zu einem Stückpreis von 600.000 Euro.[7][8]
- Gabun: 12 Fahrzeuge[9], vorgesehen für den Einsatz bei MINUSCA.